# Джеймс, Натаниэль
Натаниэль Марк Джеймс (англ. Nathaniel Mark James; 17 июня 2004, Арима, Тринидад и Тобаго) — тринидадский футболист, полузащитник.

## Карьера
В раннем возрасте начал свою взрослую карьеру на родине в клубе «Дабл-Ю Коннекшн». После краткосрочной поездки в Испанию Джеймс перешёл в «Клаб Сандо», за который он забил за сезон 16 голов. В сентябре 2023 года вместе со своим ровесником и соотечественником Каиле Овре заключил контракт с командой «Маунт-Плезант» из Ямайки.

### В сборной
Выступал за молодёжную сборную Тринидада и Тобаго. За главную национальную команду страны Джеймс дебютировал в товарищеском поединке против Ямайки (1:0).